# Бршћење
Бршћење (криопрезервација сперме) је општи назив за све видове вантјелесног очувања (ex situ презервације) људског сјемена, односно сперме, на дуже вријеме како би се доцније оно искористило у вјештачкој оплодњи или у научне сврхе.
Најпознатији вид чувања полне секреције од игомића је његово преливање у сврсисходан раствор и благовремено увођење биоузорка у ледњак (на -200 °C). Раствор мора да садржи застакљивач, тј. примјесу која обезбјеђује лаган прелаз течности из течног у чврсто стање да не би дошло до оштећења ћелија приликом замрзавања. Рок трајања замрнутих узорака може износити неколико деценија. Овај поступак дуготрајног спасавања плодног сјемена од пропасти при овако ниским температурама назива се криопрезервација.
С обзиром да дужина живота сперме послије избачаја износи свега неколико часова изгледи да се самобршћење без хлађења покажу успјешним су мали. Дакле сви покушаји вјештачке оплодње прије изума хладњака, односно прије двадесетог вијека нијесу могли родити плодом.